# Karl Wielandt
Karl Georg Anton Wilhelm Wielandt (* 25. Juni 1830 in Karlsruhe; † 3. Januar 1914 in Karlsruhe) war ein deutscher Reichsgerichtsrat.

## Leben
Er studierte in Heidelberg und Berlin Rechtswissenschaften. 1853 wurde der Badener Wielandt als Rechtspraktikant vereidigt. Er wurde 1855 zum Referendar ernannt und kam 1860 als Sekretär zum Justizministerium. 1861/62 wurde er Hofgerichtsassessor in Bruchsal und 1864 Kreisgerichtsrat in Karlsruhe. 1871 ernannte man ihn zum Oberhofgerichtsrat in Mannheim. 1879 kam er an das Reichsgericht. Er war ab 1879 im  I. Strafsenat. und ab Juni 1885 im II. Zivilsenat tätig. 1899 bekam er das Kommandeurkreuz I. Klasse des Ordens vom Zähringer Löwen verliehen. Mit dem Eintritt in den Ruhestand im März 1900 wurde ihm der Stern zum Roten Adlerorden II. Klasse mit Eichenlaub verliehen. Seinen Ruhestand verbrachte er in Karlsruhe.

## Familie
Seine Eltern waren Karl Wielandt (1792–1862), Militär-Witwen- und Waisenkassenbeamter in Karlsruhe, und der Sophie Auguste Kaufmann (1804–1873). Der Germanist Otto Behaghel war sein Neffe.
Er war verheiratet seit 1864 mit Sophie Emilie Roth (1846–1915), Tochter des Beamten Ferdinand Roth, der 1849 Assessor beim Reichsministerium der Finanzen zu Frankfurt war. Der Chemiker Wilhelm Wielandt war ein Sohn, wie auch der Friedenspfarrer Rudolf Wielandt.
Er war seit dem Tod des Vaters 1862 bis 1914 Inhaber des Stammguts und Fideikommiss' Lamprechtshof zwischen Durlach, Stupferich und Hohenwettersbach.

## Belege
1. 1 2 3 4  Adolf Lobe: Fünfzig Jahre Reichsgericht am 1. Oktober 1929, Berlin 1929, S. 352.
2. ↑  Hugo Schramm: Moniteur des dates. Supplement. Band 8, Akademische Druck- und Verlagsanstalt, Leipzig 1880, S. 284.
3. ↑  Deutsche Juristen-Zeitung, Jahrgang 4 (1899), S. 419 (Memento vom 4. März 2016 im Internet Archive).
4. ↑  Deutsche Juristen-Zeitung, Jahrgang 5 (1900), S. 139.
5. ↑  Wolfgang Georg Bayerer: Findbuch zum Nachlass Otto Behaghel (1854–1936). (= Berichte und Arbeiten aus der Universitätsbibliothek und dem Universitätsarchiv Gießen; 45/1993). Universitätsbibliothek Gießen, Gießen 1993, S. 145 (PDF)
6. ↑  Georg Schünemann: Wielandt, Wilhelm Felix. In: Hans Friedl u. a. (Hrsg.): Biographisches Handbuch zur Geschichte des Landes Oldenburg. Hrsg. im Auftrag der Oldenburgischen Landschaft. Isensee, Oldenburg 1992, ISBN 3-89442-135-5, S. 793 (PDF).